# الحسين القمري
الحسين بوعزة القمري (1944 - 19 يناير 2022)، محامي وشاعر وأديب وكاتب مسرحي مغربي ولد بمدينة الناظور شمال شرق المملكة المغربية.

## حياته
حاصل على شهادة البكالوريا سنة 1974 وعلى الإجازة في العلوم القانونية سنة 1976. عمل كمعلّم بمدرسة لعري الشيخ (حاليا مدرسة الإمام مالك) ثمّ مديراً بإحدى المؤسسات التعليمية، كما زاول مهنة المحاماة بالناظور، وانضم إلى اتحاد كتاب المغرب سنة 1976. مثّلَ المغرب في مؤتمر الشعر العربي المعاصر في بغداد والتقى خلالها بالرئيس صدام حسين، شارك في مؤتمر المحامون العرب في سوريا.
قدّم شعره في جامعة الخرطوم عاصمة الثقافة العربية سنة 2004 والتقى خلالها بالرئيس عمر البشير، شارك بقصيدة المنبوذ والبحر في معجم البابطين للأمير عبد العزيز البابطين للشعراء العرب المعاصرين سنة 1996 والتقى خلالها بولي العهد آنذاك الأمير محمد السادس.
صاحب ركن أسبوعي في جريدة البيان ومقالات في جريدة الاتحاد الاشتراكي والعلم ومجلة الأديب اللبنانية

## أعماله الأدبية
ألف باء - كتاب الليالي - هديل الروح - سنابل الزمان - حصاد العمر (تحتوي على قصيدة (أنوال). كما ألف عدّة مسرحيات: بطولة العرش - رجوع الملك محمد الخامس من المنفى - مطلع النور (دينية) - المتمّردون - جحا يتسلّم بطاقته الوطنيّة (فكاهية) - عمالقة يذوبون - سفينة نوح (نالت جائزة المغرب بأكادير).

## وفاته
توفي صبيحة يوم الأربعاء 19 يناير 2022 بمدينة الناظور بسبب معاناة بالمرض.